# Zelenodolsk, Ucraina
Zelenodolsk (în ucraineană Зеленодольськ) este un oraș raional din raionul Apostolove, regiunea Dnipropetrovsk, Ucraina. În afara localității principale, nu cuprinde și alte sate.

## Demografie
Componența lingvistică a orașului Zelenodolsk
     Ucraineană (72,01%)
     Rusă (27,45%)
     Alte limbi (0,28%)
Conform recensământului din 2001, majoritatea populației orașului Zelenodolsk era vorbitoare de ucraineană (72,01%), existând în minoritate și vorbitori de rusă (27,45%).